# Laguna Nerete
Laguna Nerete är en sjö i Colombia.   Den ligger i departementet Nariño, i den västra delen av landet, 600 km sydväst om huvudstaden Bogotá. Laguna Nerete ligger 20 meter över havet. Arean är 2,2 kvadratkilometer. I omgivningarna runt Laguna Nerete växer i huvudsak städsegrön lövskog. Den sträcker sig 3,1 kilometer i nord-sydlig riktning, och 2,0 kilometer i öst-västlig riktning.